# Krzysztof Zanussi
 (août 2014).
Si vous disposez d'ouvrages ou d'articles de référence ou si vous connaissez des sites web de qualité traitant du thème abordé ici, merci de compléter l'article en donnant les références utiles à sa vérifiabilité et en les liant à la section « Notes et références ».
Pour les articles homonymes, voir Zanussi.
Krzysztof Pius Zanussi, né le 17 juin 1939 à Varsovie, est un réalisateur, scénariste et producteur polonais.

## Biographie
Il fait des études de physique à l'université de Varsovie 1955-1959 et de philosophie à l'université Jagellonne de Cracovie entre 1959 et 1962. En 1967, il est diplômé de l'École nationale de cinéma de Łódź.
À partir de 1980, il est directeur artistique, puis directeur des Studios Filmowe TOR. Dans les années 1971-1983, il fut vice-président de l'Association des cinéastes polonais, puis à partir de 1987, membre du Comité de cinématographie. Il est l'auteur de nombreux ouvrages (sur la théorie du cinéma, des scénarios de films, des mémoires). Il est membre de l'Association des écrivains polonais. Depuis 2002, il est vice-président du conseil de la Fondation du Centre de la création nationale.
Il est professeur à l'université de Silésie, au collège Civitas et à l'université de Varsovie. Il a également été membre de jury au Międzynarodowy Festiwal Szkół Teatralnych (MFST ITSelF), 6e édition (2011).
Selon les archives de l’Instytut Pamięci Narodowej, de 1962 à 1964, il fut inscrit à son insu en qualité de collaborateur de la police secrète. Il a été convoqué à plusieurs entretiens avec des officiers du renseignement, mais la police secrète ne lui a jamais demandé de collaborer avec elle. Zanussi parle ouvertement de ses contacts avec la police secrète, mais en niant toute collaboration. Ceci est confirmé par les archives de l'Instytut Pamięci Narodowej, selon lesquelles il fut enregistré comme collaborateur cible durant 14 mois, puis rayé sans qu'il n'y ait eu de tentatives ultérieures de le recruter.
Il reçoit le prix Robert-Bresson en 2005, reconnaissance de compatibilité de son œuvre avec l'Évangile.

## Filmographie

### Comme réalisateur

#### Cinéma
Courts métrages
- 1958 : Tramwaj do nieba
- 1958 : Diabeł kulawy
- 1959 : Recepta dla Johna
- 1959 : Dach
- 1959 : Chłopcy z wykrotu
- 1959 : Cement i słowa
- 1960 : Spojrzenie zza węgła
- 1960 : Parasol
- 1960 : Łapaj złodzieja
- 1961 : Ułan i dziewczyna
- 1961 : Samolot z Budapesztu
- 1961 : Holden
- 1962 : Studenci
- 1964 : Świadek
- 1966 : Śmierć prowincjała
- 1967 : Komputery (documentaire)
- 1996 : Urok wszeteczny z cyklu 'Opowieści weekendowe'
- 1996 : Damski interes z cyklu 'Opowieści weekendowe'
- 1997 : Dusza śpiewa z cyklu 'Opowieści weekendowe'
- 2000 : Skarby ukryte z cyklu 'Opowieści weekendowe'
- 2005 : Solidarność, Solidarność ... - segment Tanks (Czołgi)

Longs métrages
- 1969 : La Structure de cristal (pl) (Struktura kryształu)
- 1971 : La Vie de famille (Życie rodzinne)
- 1973 : Illumination (Iluminacja)
- 1974 : Le Tueur du bout du monde (Lohngelder für Pittsville)
- 1975 : Bilan trimestriel (Bilans kwartalny)
- 1977 : Le Camouflage (Barwy ochronne)
- 1978 : Spirale (Spirala)
- 1980 : Le Contrat (Kontrakt)
- 1980 : La Constante (Constans)
- 1981 : From a Far Country (pl) (Z dalekiego kraju)
- 1982 : L'Impératif (Imperativ)
- 1984 : L'Année du soleil calme (Rok spokojnego słońca)
- 1985 : Le Pouvoir du mal (Paradigma)
- 1988 : Au-delà du vertige (pl) (Wherever You Are...)
- 1989 : Stan posiadania
- 1991 : Vie pour vie : Maximilien Kolbe (Życie za życie. Maksymilian Kolbe)
- 1992 : Dotknięcie ręki (pl) (The Silent Touch)
- 1996 : Le Grand galop (pl) (Cwał)
- 1997 : Brat naszego Boga (pl)
- 2000 : Skarby ukryte z cyklu 'Opowieści weekendowe'
- 2000 : La Vie comme maladie mortelle sexuellement transmissible (Życie jako śmiertelna choroba przenoszona drogą płciową)
- 2002 : Suplement (pl)
- 2005 : Persona non grata
- 2007 : Il sole nero
- 2008 : Serce na dłoni (pl)
- 2009 : Rewizyta (pl)
- 2014 : Obce ciało (pl)
- 2018 : Eter (pl)
- 2022 : Liczba doskonała

#### Télévision
- 1966 : Przemysł
- 1966 : Maria Dąbrowska
- 1967 : Twarzą w twarz
- 1968 : Krzysztof Penderecki
- 1968 : Zaliczenie
- 1970 : Góry o zmierzchu
- 1971 : Rola
- 1971 : Za ścianą (pl)
- 1972 : Hipoteza
- 1975 : Nachtdienst (pl)
- 1977 : Lutosławski, Penderecki, Baird
- 1977 : Anatomiestunde (pl)
- 1978 : Haus der Frauen (pl)
- 1979 : Mein Krakau
- 1979 : Les Chemins dans la nuit (pl) (Wege in der Nacht)
- 1982 : Die Versuchung (pl)
- 1982 : Die Unerreichbare (pl)
- 1984 : Blaubart (pl)
- 1987 : Mia Varsavia
- 1987 : Wygasłe czasy (pl) (Erloschene Zeiten)
- 1990 : Witold Lutosławski in Conversation with Krzysztof Zanussi
- 1991 : Rosja dzisiejsza
- 1991 : Obrazy i dźwięki
- 1991 : Napoléon et l'Europe (série)
- 1992 : Das lange Gespräch mit dem Vogel (pl)

### Comme scénariste
Cinéma
- 1961 : Samolot z Budapesztu
- 1961 : Holden
- 1962 : Studenci
- 1964 : Ludzie milczą
- 1966 : Smierć prowincjała
- 1967 : Komputery
- 1969 : La Structure de cristal (pl) (Struktura kryształu)
- 1971 : La Vie de famille (Życie rodzinne)
- 1973 : Illumination (Iluminacja)
- 1974 : Le Tueur du bout du monde (Lohngelder für Pittsville)
- 1975 : Bilan trimestriel (Bilans kwartalny)
- 1977 : Camouflage (Barwy ochronne)
- 1978 : Spirala
- 1980 : Le Contrat (Kontrakt)
- 1980 : La Constante (Constans)
- 1981 : From a Far Country (pl) (Z dalekiego kraju)
- 1982 : L'Impératif (Imperativ)
- 1984 : L'Année du soleil calme (Rok spokojnego słońca)
- 1985 : Le Pouvoir du mal (Paradigma)
- 1988 : Au-delà du vertige (pl) (Wherever You Are...)
- 1989 : Stan posiadania
- 1991 : Vie pour vie : Maximilien Kolbe (Życie za życie. Maksymilian Kolbe)
- 1996 : Urok wszeteczny z cyklu 'Opowieści weekendowe'
- 1996 : Plateno Milosardie
- 1996 : Damski interes z cyklu 'Opowieści weekendowe'
- 1996 : Le Grand galop (pl) (Cwał)
- 1997 : Dusza śpiewa z cyklu 'Opowieści weekendowe'
- 1997 : Brat naszego Boga (pl)
- 2000 : Skarby ukryte z cyklu 'Opowieści weekendowe'
- 2000 : La vie est une maladie mortelle qui se transmet par voie sexuelle (Życie jako śmiertelna choroba przenoszona drogą płciową)
- 2002 : Suplement (pl)
- 2005 : Solidarność, Solidarność ...
- 2005 : Persona non grata

Télévision
- 1966 : Przemysł
- 1966 : Maria Dąbrowska
- 1967 : Twarzą w twarz
- 1968 : Krzysztof Penderecki
- 1968 : Zaliczenie
- 1969 : Podróżni jak inni
- 1970 : Góry o zmierzchu
- 1971 : Rola
- 1971 : Za ścianą (pl)
- 1972 : Hipoteza
- 1975 : Nachtdienst (pl)
- 1976 : Próba ciśnienia
- 1977 : Anatomiestunde (pl)
- 1978 : Haus der Frauen (pl)
- 1982 : Die Versuchung (pl)
- 1984 : Blaubart (pl)
- 1987 : Wygasłe czasy (pl) (Erloschene Zeiten)
- 1991 : Napoléon et l'Europe (série)
- 1992 : Das lange Gespräch mit dem Vogel (pl)
- 1996 : Słaba wiara z cyklu 'Opowieści weekendowe'
- 1996 : Niepisane prawa z cyklu 'Opowieści weekendowe'
- 1997 : Ostatni krąg z cyklu 'Opowieści weekendowe'
- 1997 : Linia opóźniająca z cyklu 'Opowieści weekendowe'

### Comme producteur
- 1987 : Le Jeune Magicien (Cudowne dziecko), de Waldemar Dziki
- 1988 : I skrzypce przestały grać
- 1995 : Zdrada
- 1996 : Le Grand galop (pl) (Cwał)
- 1997 : Brat naszego Boga (pl)
- 1998 : Hölderlin, le cavalier de feu (Feuerreiter)
- 2001 : Weiser
- 2002 : Suplement (pl)
- 2002 : Julie Walking Home
- 2004 : Tulipany
- 2004 : Pręgi
- 2004 : Csoda Krakkóban

## Distinctions

### Récompenses cinématographiques
- 1980 : Prix du Jury au Festival de Cannes pour La Constante (Constans)
- 2003 : Prix Robert-Bresson à la Mostra de Venise (décerné par l'Église catholique)

### Honneurs
- Docteur honoris causa de l'université européenne des humanités (7 mai 2001,  Lituanie)[2]
- Docteur honoris causa de l'université catholique Jean-Paul II de Lublin (2004)
- Docteur honoris causa de l'université de Łódź (2013)